# Hoan Châu ký
Hoan Châu Ký có tên gọi đầy đủ là "Thiên Nam Liệt Truyện Nguyễn Cảnh Thị Hoan Châu ký", là một cuốn gia phả chứa đựng nhiều giá trị lịch sử, văn học viết dưới dạng tiểu thuyết, chương hồi. Cuốn sách được một vị tổ của dòng họ Nguyễn Cảnh tại Nghệ An viết vào những năm cuối thế kỷ 17. Hoan Châu ký được Nhà xuất bản khoa học xã hội Hà Nội xuất bản vào năm 1988.

## Tác giả, tác phẩm

### Ra đời
Hoan Châu Ký không ghi rõ năm biên soạn sách, nhưng qua tác phẩm các nhà nghiên cứu có thể đoán được khoảng thời gian ra đời. Lời đề tựa của cuốn sách viết:
"Chuyện kể ra đây khởi đầu từ năm Bính Tuất triều Nhuận Hồ (1406), đến năm Bính Ngọ niên hiệu Vĩnh Trị của bản triều(1678)cộng cả thảy 273 năm sự tích...".
Như vậy sách không thể hoàn thành trước thời điểm này. Phần tiếp theo của lời đề tựa viết:
"...Ngu tôi hồi còn bé từng lùng sục nơi bạn hữu được cuốn Thường quốc nam chinh ký và cuốn Phan thị trường biên, mỗi cuốn chỉ gồm vài mươi tờ, độ một phần ba tác phẩm. Giấy thì mọt ăn, chữ thì rơi rụng. Đến mùa đông năm Bính Tý sưu tầm thêm được cuốn Hoan Châu Nguyễn Cảnh ký còn lưu giữ tại Đô Lương thì lời văn vụng về, chữ nghĩa sai lạc, tam sao thất bản, không thể nói là không đáng tiếc. Thế là nhân lúc rỗi rãi tôi đem ba tập trên đúc thành một tập...".
Năm Bính Tý được nhắc đến có thể là năm 1696, cũng có thể 1756 hoặc muộn hơn. Lời đề tựa còn nêu lý do ra đời tác phẩm: một là bổ sung sự tích các công thần thời Lê Trung Hưng mà Quốc sử hoặc bỏ sót hoặc viết còn sơ lược, hai là đính chính một số sự kiện mà Quốc sử viết chưa thật chính xác.
Quốc sử mà tác phẩm nhắc đến là Đại Việt sử ký toàn thư,phần Bản kỷ tục biên và Trung Hưng thực lục do Hồ Sỹ Dương và một số người khác viết. Trong cả hai bộ sử hình ảnh các công thần thuộc dòng họ Nguyễn Cảnh được ghi chép hết sức mờ nhạt ở Bản kỷ tục biên,hoặc không được nhắc tới như ở Trung Hưng thực lục. Nếu đây là lý do để khiến người trong dòng họ Nguyễn Cảnh viết Hoan Châu ký thì năm biên soạn tác phẩm phải tiếp cận với năm biên soạn hai bộ sử nói trên, Đại Việt sử ký toàn thư ấn hành năm 1697, Trung Hưng thực lục ấn hành năm 1676. Như vậy Hoan Châu ký rất có thể được viết ít lâu sau năm 1696, chẳng phải chờ đến năm 1756 khi bất bình của dòng họ Nguyễn Cảnh với Quốc sử đã đi vào dĩ vãng.
Tác phẩm ra đời sau khi tác giả tham khảo ba tác phẩm:
- Thường quốc nam chinh ký viết về các cuộc mang quân đi đánh vùng Thanh - Nghệ Tĩnh của danh tướng nhà Mạc là Nguyễn Quyện tước Thường quốc công, người làng Cam Hoạch huyện Thanh Oai.
- Phan thị trường biên viết về cuộc đời và sự nghiệp "Phò Lê Diệt Mạc" của Phan Công Tích tước Lai quận công, người Thái Xá huyện Đông Thành, tỉnh Nghệ An.
- Hoan Châu Nguyễn Cảnh ký là một tập gia phả của dòng họ viết năm 1672.

Hiện nay bản gốc của Hoan Châu Ký chưa được tìm thấy, mà mới tìm được hai bản sao viết tay, một bản được sao chép dưới thời vua Gia Long do ông Nguyễn Cảnh Chỉnh lư giữ. Năm 1983 ông Nguyễn Song Tùng theo nguyện vọng của dòng họ, đem tặng cho Viện Nghiên cứu Hán Nôm, đây cũng là bản Hoan Châu ký cổ nhất hiện biết, bản thứ hai được ông Nguyễn Cảnh Thăng sao chép vào năm Thành Thái thứ sáu(1894). Năm 1988 Nhà Xuất Bản Khoa Học Xã hội Hà Nội dựa trên hai bản sao này đã xuất bản lần đầu tiên tác phẩm Hoan Châu ký bằng chữ Quốc ngữ do Nguyễn Thị Thảo dịch, sau đó các nhà xuất bản khác đã tái bản nhiều lần.

### Tác giả
Tác phẩm không ghi tác giả là ai, nhưng đây là một cuồn gia phả nên qua cách thể hiện thế thứ và điều đặc biệt là khi so sánh với các cuốn gia phả thông thường, chỉ năm thế hệ đầu tiên của dòng họ được ghi thống nhất với nhau. Riêng Hoan Châu Ký khác với các cuốn gia phả khác từ Nguyễn Cảnh Quế như vậy tác phẩm không phải là anh em thì cũng là thế hệ con cháu trực hệ của Nguyễn Cảnh Quế viết. Tác giả không muốn xuất đầu lộ diện, chỉ coi tác phẩm như là món quà chung của cả dòng họ. Tuy nhiên để viết được tác phẩm, ngoài những tư liệu hiện có, tác giả phải có hiểu biết sâu rộng về dòng họ, lịch sử đất nước, bên cạnh là sự uyên thâm về Hán học qua nhiều năm đèn sách. 

### Nội dung
Hoan Châu Ký ngoài lời đề tựa cho cuốn sách còn có bốn hồi, mười sáu tiết, một hồi bốn tiết. Tác phẩm kể chuyện vào cuối đời nhà Hồ giặc Minh xâm lược nước ta. Ở Đông Triều có người tên là Nguyễn Cảnh Lữ sống không nổi, phải bỏ làng lánh nạn vào phương Nam, cuối cùng dừng chân ở Ngọc Sơn thuộc đất Hoan Châu làm nghề chèo đò, con của Lữ tên là Luật nổi tiếng với tài châm cứu không may bị hổ giết hại, con của Luật tên Cảnh làm nghề thuốc Nam, tốt bụng lại nhân hậu nên được ông thầy địa lý tìm cho ngôi đất phát, Cảnh táng hài cốt mẹ vào đó, từ đây dòng họ Nguyễn Cảnh có bước ngoặt thực sự. Nhà Mạc cướp ngôi nhà Lê, đám cựu thần không phục, giặc cướp nổi lên khắp nơi, người con thứ năm của Cảnh là Huy tập hợp dân chúng đánh giặc giữ làng. Nguyễn Kim dựng triều Lê trung hưng ở Sầm Châu, Huy cùng con trai là Hoan đến yết kiến và được trọng dụng.
Vua Lê về hành tai Vạn Lại bị viên cận thần là Nguyễn Tử Nha thông đồng với nhà Mạc làm phản,Nguyễn Cảnh Hoan dùng phục binh đánh bại tướng nhà Mạc là Nguyễn Kính, bề tôi nhà Mạc là Lê Bá Ly và Nguyễn Thiến vì bất mãn bỏ chạy vào Thanh Hoa đón quân Lê ra đánh Thăng Long, chúa Mạc bỏ chạy khỏi kinh thành. Hoan lập được nhiều chiến công được ban cho quốc tính và tên mới là Trịnh Mô, Phan Công Tích tử tiết tại lèn Hai Vai, Hoan đại phá được quân Mạc do Nguyễn Quyện chỉ huy, do bị nội phản Hoan bị quân Mạc bắt đem về Thăng Long, Kiên là con của Hoan đánh lui quân của Quyện. Hoan bị giết thi hài được đưa về an táng tại quê nhà.
Trịnh Tùng đem quân đánh vào Thăng Long, vua Mạc rút về giữ Hà Bắc. Tướng Mạc là Bùi Văn Khuê hàng nhà Lê, vua Lê về Thăng Long, Phùng Khắc Khoan đi sứ nhà Minh, Nguyễn Hoàng lập mưu vào xây dựng cơ ngơi riêng ở Thuận Hóa, quân Mạc chiếm lại kinh thành Thăng Long.Nguyễn Cảnh Hà kết hôn với quận chúa, Trịnh Tùng mộng thấy Nguyễn Cảnh Hoan. Cảnh Hà tu tạo chùa Bụt Đà, Trịnh Xuân và Trịnh Tráng tranh ngôi báu, Trịnh Tùng bày mưu Giết Trịnh Xuân, Trịnh Tráng mang quân đi dẹp họ Mạc ở Cao Bằng,Cảnh Hà được chúa Trịnh ban cho tên mới Trịnh Tông, nhà Mạc thất bại hoàn toàn, công cuộc Trung Hưng thành công, đất nước yên bình.
Những nội dung chính trên đây được trình bày dưới dạng văn xuôi, xen thêm một số loại văn biện ngẫu(thư, chế, sắc, câu đối)hoặc văn vần(thơ, tán)trong nhiều hồi nhiều tiết. Mở đầu mỗi hồi, mỗi tiết đều có hai câu đối ngẫu khái quát nội dung sắp kể của hồi đó, kết thúc mỗi hồi hoặc mỗi tiết đều có những chữ "thật là" kèm theo hai câu đối ngẫu mang ý nghĩa chuyển tiếp.
Về nhân vật trong tác phẩm đề cập đến các chính khách, nhà quân sự tên tuổi trong xã hội nước ta thế kỷ 16,17.Giới cầm quyền Lê-Trịnh có các vua Lê từ Trang Tông đến Hy Tông,các chúa Trịnh từ Trịnh Kiểm đến Trịnh Tráng, danh tướng có Vũ Công Kỷ, Nguyễn Cảnh Hoan, Nguyễn Hoàng, Nguyễn Tử Nha, Hoàng Đình Ái, Phan Công Tích, Lại Thế Khanh, Nguyễn Cảnh Kiên, Nguyễn Cảnh Hà,Nguyễn Bá Quýnh, Nguyễn Trọng Thưởng...vv, Về giới cầm quyền nhà Mạc có Thái tổ Mạc Đăng Dung đến Mạc Kính Vũ,các hàng tướng nhà Mạc có Lê Bá Ly, Nguyễn Thiến, Nguyễn Kính,...
Các biến cố tác phẩm ghi lại đầy đủ từ việc nhà Lê được khôi phục, sự sụp đổ của nhà Mạc, mâu thuẫn giữa các trung tâm quyền lực Lê-Mạc, Lê-Trịnh, Trịnh-Nguyễn, Trịnh-Trịnh, thái độ thờ ơ của giai cấp thống trị với nhân dân, sự cơ cực của nhân dân trong cuộc chiến tranh Lê-Mạc.

## Những Đóng Góp Của Hoan Châu Ký
Giá Trị Văn Học
Trước Hoan Châu Ký lịch sử tiểu thuyết cổ Việt Nam chứng sự thành công trên từng mức độ khác nhau của các tác phẩm, Việt điện u minh tập, Lĩnh Nam chích quái liệt truyện, Truyền kỳ mạn lục..., còn thể loại truyện dài văn xuôi viết theo kiểu chương hồi, trong lịch sử tiểu thuyết cổ thì phải đến thế kỷ 17 mới được thiết lập, với sự ra đời của Hoan Châu Ký. Tác phẩm khá thành công trong việc sử dụng tiếng Hán cổ, dùng khá đắt các điển tích Việt Nam, Trung Quốc, xây dựng được các cuộc đối thoại sinh động, hấp dẫn như cuộc đối thoại giữa Nguyễn Cảnh Hoan và Nguyễn Quyện...
Với cách diễn tả, bằng ngòi bút trung thành với hiện thực, tác phẩm phơi bày những mâu thuẫn, sự lục đục thối nát của chế độ phong kiến đương thời, trong đó có những con người mà các thế hệ của dòng họ Nguyễn Cảnh vẫn tôn thờ.Những ngờ vực của Lê Duy Bang và Trịnh Tùng,việc tranh ngôi báu dẫn đến cái chết thảm khốc của Trịnh Xuân... Ngay đến những chuyện đau lòng trong nội bộ dòng họ, việc Thụy trung hầu Nguyễn Cảnh Hải nhân lúc ốm nặng đã lấy trộm hài cốt Nguyễn Cảnh Hoan cải táng nơi khác, hay như Nguyễn Cảnh Kiên bị những em ruột tố cáo có đi lại với Nguyễn Hoàng, khiến Trịnh Tùng phải tổ chức hội thề... Những sự kiện như trên Hoan Châu Ký cũng không hề im lặng.
Giá Trị Lịch sử
Những bộ quốc sử như Đại Việt sử ký toàn thư hay Trung hưng thực lục chép về giai đoạn Lê -Trịnh đều đề cao họ Trịnh, hạ thấp vua Lê thậm chí những chỗ họ Trịnh phản lại vua Lê sử cũng xuyên tạc để ca ngợi. Thật giả lẫn lộn chưa bao giờ tồi tệ như lúc này, vì các nhà làm sử đều là người đứng về họ Trịnh chứ không phải theo dư luận công chúng. Hoan Châu ký là một cuốn gia phả, một tập sử tư nhân viết về giai đoạn Lê trung hưng, tác phẩm ra đời góp phần điều chỉnh những thiên kiến trên của quốc sử, giúp người đời sau hiểu thêm về xã hội thời Lê-Trịnh dưới cách nhìn khách quan.
Ngày nay so sánh Hoan Châu ký và Bản Kỷ Tục Biên chúng ta thấy Hoan Châu Ký chép được nhiều sự kiện mà quốc sử bỏ sót, như năm Vĩnh Tộ thứ tám, Bính Dần(1626) Thanh Đô Vương lấy Đô đốc Đồng trị Thắng quận công Nguyễn Cảnh Hà tiến đánh họ Mạc ở Cao Bằng. Một số văn kiện hành chính cấp nhà nước không thấy chép trong Bản Kỷ Tục Biên nhưng lại có trong Hoan Châu Ký: tờ biểu Lê Bá Ly xin vua Lê kéo quân ra Bắc đánh Thăng Long, tờ biểu Phùng Khắc Khoan gửi vua Minh khiếu nại về cái chức "An Nam Đô thống sứ", bức thư mật Trịnh Tùng dụ con là Trịnh Xuân vào chầu, sắc văn và chế văn triều đình ban phong chức tước cho những người có công trong dòng họ Nguyễn Cảnh...Không hẳn các văn kiện trên mang tính chất hư cấu, chứng cứ là tờ biểu Phùng Khắc Khoan gưởi vua Minh không được chép trong Bản Kỷ Tục Biên nhưng được chép trong Việt sử thông giám cương muc(chính biên, quyển 30) lời văn so với Hoan Châu Ký chỉ khác vài chữ. Nhiều sự kiện tác phẩm ghi chép tỉ mỉ hơn quốc sử, như sự kiện Trịnh Tùng sai Lê Bá Ly cùng Vũ Văn Mật tiến đánh Thăng Long, những đóng góp không nhỏ của các công thần dòng họ Nguyễn Cảnh thì Bản Kỷ Tục Biên chép sơ sài, Trung hưng thực lục thì không đả động gì tới.